# Harm Ottenbros
Harm Ottenbros (Alkmaar,  27 de junho de 1943 – Strijen, 4 de maio de 2022) foi um ciclista profissional holandês que foi profissional desde 1967 tem 1976.

## Títulos
| 1967 - 1 etapa da Volta a Suíça 1968 - 1 etapa da Volta à Suíça - 2º no Campeonato dos Países Baixos em Estrada | 1969 - Campeonato Mundial em Estrada - 1 etapa da Volta à Bélgica 1970 - 1 etapa do Tour do Luxemburgo |

## Resultados nas Grandes Voltas e Campeonatos do Mundo
| Carreira           | 1967 | 1968 | 1969 | 1970 | 1971 | 1972 | 1973 | 1974 | 1975 | 1976 |
| ------------------ | ---- | ---- | ---- | ---- | ---- | ---- | ---- | ---- | ---- | ---- |
| Giro d'Italia      | Ab.  | -    | -    | -    | -    | -    | -    | -    | -    | -    |
| Tour de France     | -    | Ab.  | 78º  | 78º  | -    | -    | -    | -    | -    | -    |
| Volta a Espanha    | -    | -    | 38º  | -    | -    | -    | -    | -    | -    | -    |
| Mundial em Estrada | -    | -    | 1º   | 20º  | -    | -    | -    | -    | -    | -    |

-: não participa

Ab.: abandono

## Morte
Harm morreu no dia 4 de maio de 2022, aos 78 anos.